# Chiesa Vecchia (Amsterdam)
La Chiesa Vecchia (in olandese Oude Kerk), è la più antica chiesa e prima parrocchiale di Amsterdam, nei Paesi Bassi.
Si trova sulla Oudekerksplein, nel cuore del celebre De Wallen, il quartiere a luci rosse, nel distretto di Amsterdam-Centrum. È uno dei più importanti monumenti del Paese, classificato Rijksmonument nel 1970.
Fino al XV secolo, quando venne costruita la Chiesa Nuova, la chiesa era denominata di San Nicola, in quanto è a lui intitolata. Successivamente entra nel linguaggio comune semplicemente come Oude Kerk, Chiesa Vecchia. A confermare la denominazione è l'attuale Basilica di San Nicola, costruita nel periodo 1884-1887, di fronte alla Stazione di Amsterdam.
Per la sua ottima acustica interna, nella chiesa si svolgono molti concerti, tra cui quelli dei BBC Singers e dell'Academy of Saint Martin-in-the-Fields. Nel settembre 2006 si sono celebrati i 700 anni della chiesa.

## Storia e descrizione
ORIGINI

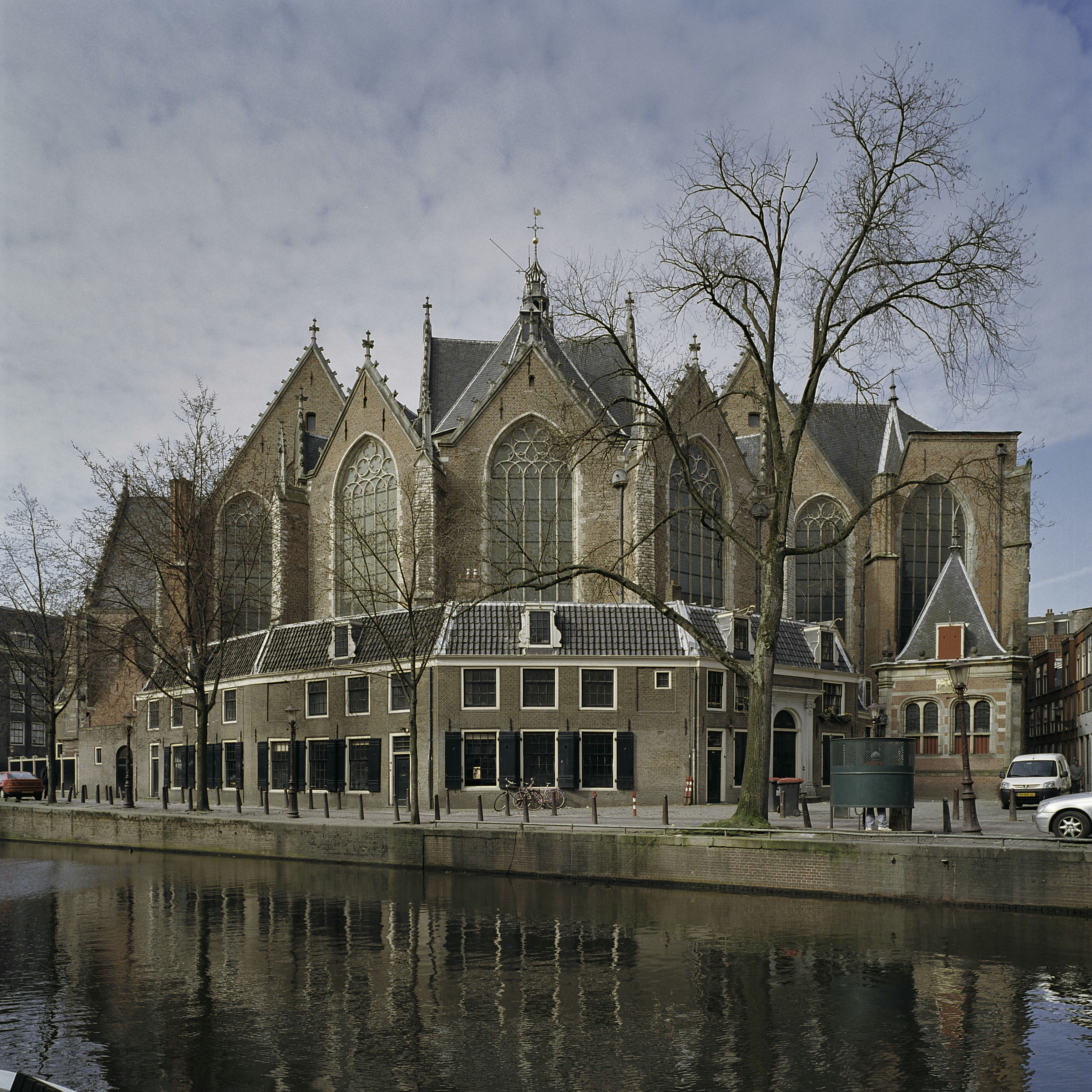
Il coro.

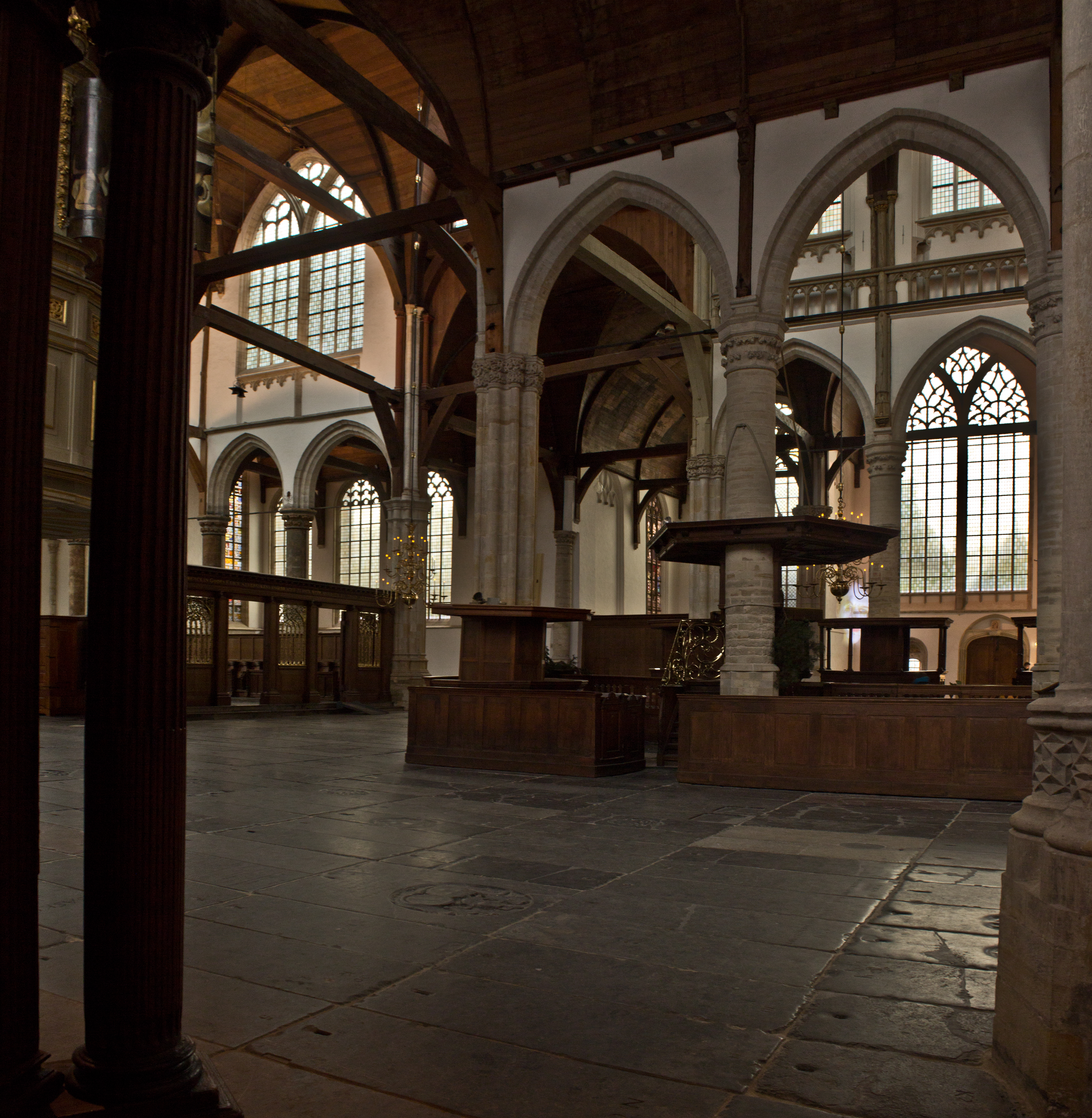
Veduta dell'interno.

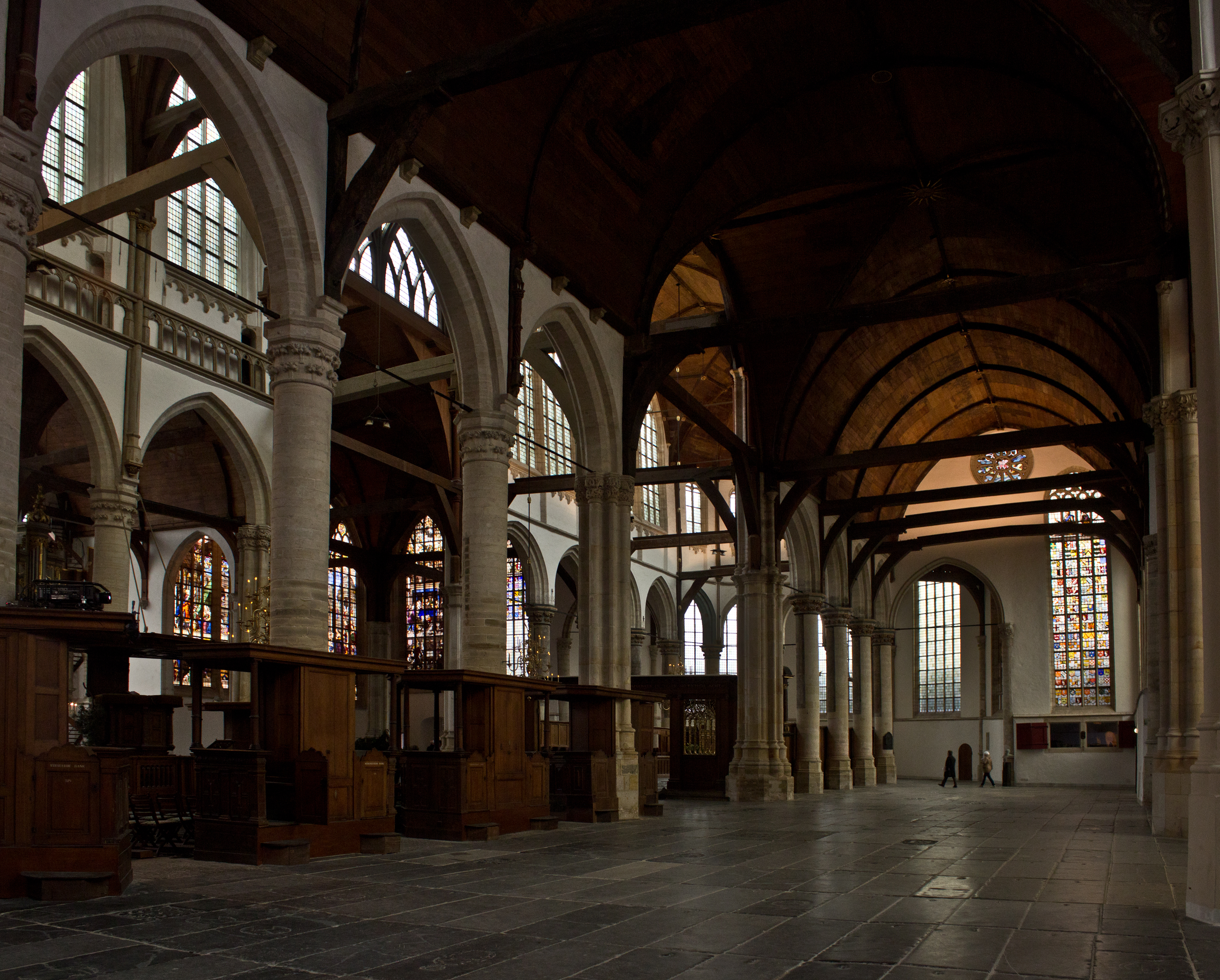
L'interno.

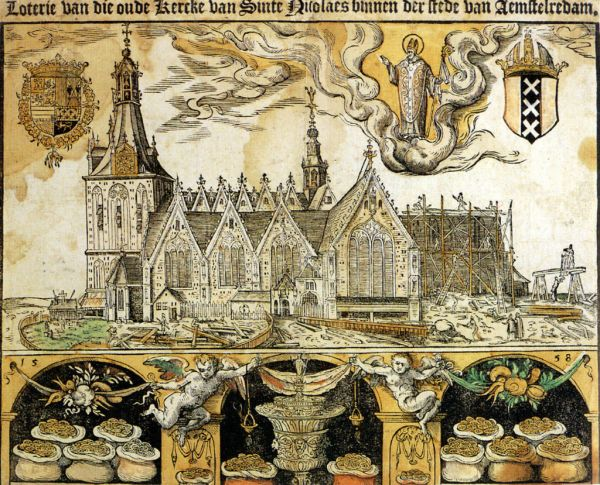
Biglietto della lotteria del 1558 per la costruzione del cleristorio del coro.

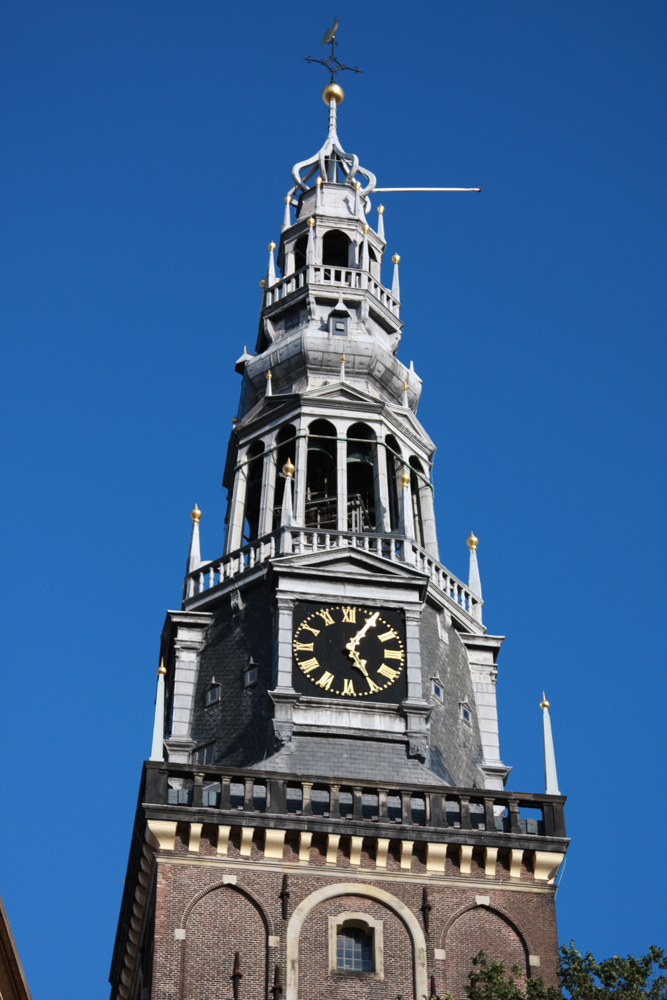
La torre.

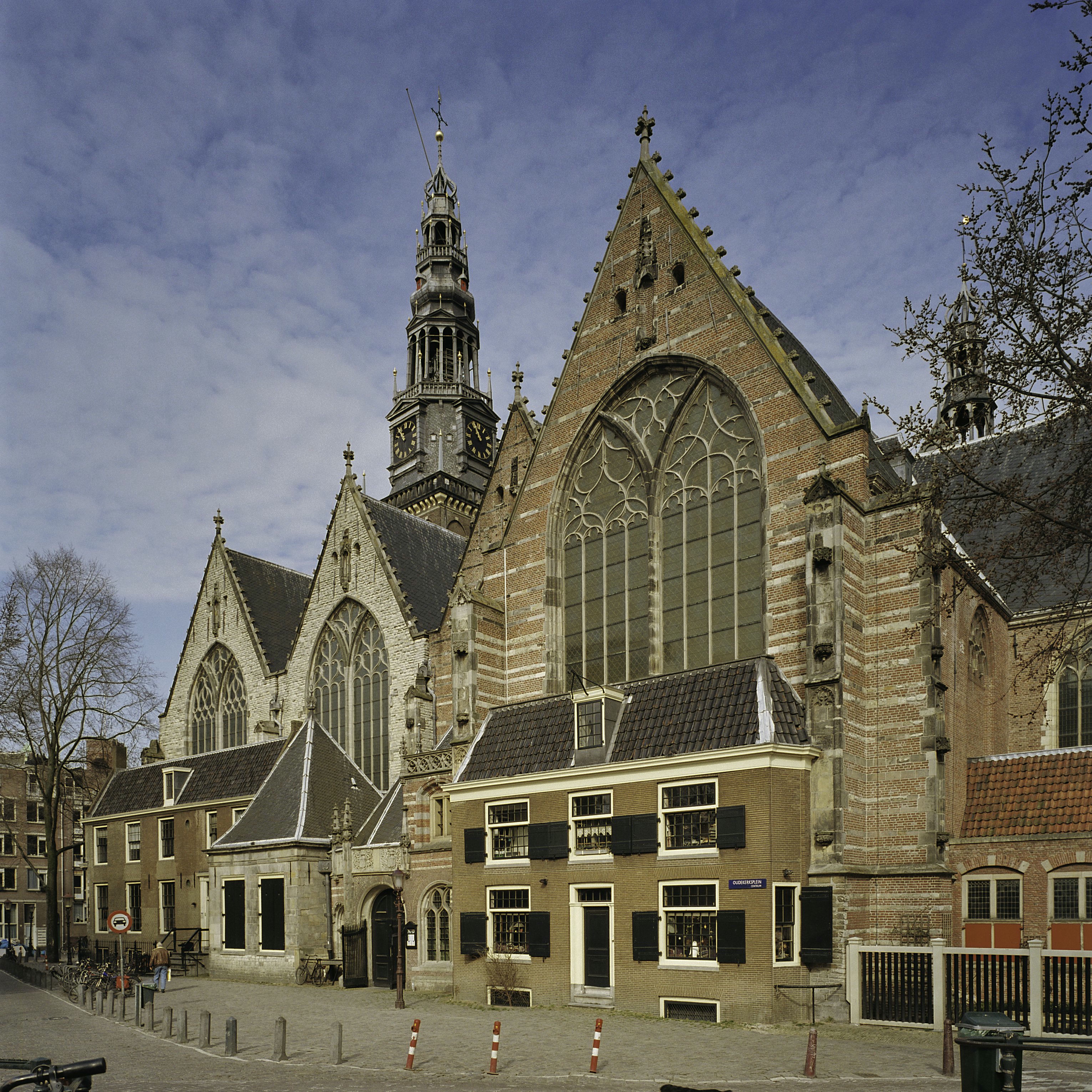
L'esterno con i frontoni tardo-gotici.

In questo punto, dove l'Amstel sfociava nell'IJ, si era creato un grande sedimento d'argilla, era il terreno più solido dell'insediamento in questa provincia paludosa. Qui i primi residenti vi costruirono una cappella in legno nel XIII secolo, intorno alla quale si sviluppò un cimitero. I navigatori ormeggiarono le loro imbarcazioni nei pressi dell'edificio e pregavano nella chiesa. Ben presto divenne il fulcro della vita cittadina, anche per gli affari secolari, infatti era un vivace luogo d'incontro per residenti e commercianti, i venditori ambulanti vi vendevano i loro beni e i mendicanti vi cercavano rifugio.

### La basilica romanica
Nella seconda metà del XIII secolo si decise la costruzione di un nuovo edificio, più grande, in pietra. Si presentava in stile romanico con una pianta basilicale e abside poligonale. Venne consacrato a San Nicola, patrono dei marinai, il 17 settembre 1306 da Guy d'Avesnes, vescovo di Utrecht.

### La parrocchiale gotica
Il crescente numero della popolazione e lo sviluppo della città portò ad adottare misure di ampliamento della chiesa. Già all'inizio del XIV secolo vennero aggiunte due navate laterali, strette ma alte come quella centrale; fu la prima chiesa a sala dei Paesi Bassi. Nel 1325 venne eretta la torre, a base quadrata, sul fronte dell'edificio.
Nel 1334 la chiesa venne elevata a parrocchiale della città e col Miracolo eucaristico di Amsterdam del 1345 divenne anche luogo di pellegrinaggio. 
Questi eventi portarono a ulteriori modifiche dell'edificio. Le navate laterali vennero ampliate, fino a divenire leggermente più grandi di quella centrale; tutto il piedicroce venne allungato verso est, portando alla ricostruzione del coro, ora di dimensioni maggiori e circondato da deambulatorio. Verso il 1390 vennero realizzate le grandi coperture lignee a botte, una delle più grandi volte medioevale in legno strutturale in Europa. Fra il 1380 e il 1412 venne eretta la grande Cappella di San Giorgio, sul lato settentrionale, che doveva essere contrapposta a un'altra simmetrica, posta nel lato meridionale, così da trasformare l'edificio con pianta a croce.
Tuttavia i grandi incendi del 1421 e del 1452, che colpirono anche la chiesa, arrestarono i lavori. Dopo questi eventi seguirono i restauri e fra il 1450 e il 1460 venne, infine, costruita la Cappella di San Sebastiano sul lato meridionale della chiesa e creato il transetto. Alcune cappelle apparvero sui lati del piedicroce. Nel Medioevo, Amsterdam era un'importante città commerciale, che contava più di 3 000 abitanti intorno al 1400. Come la popolazione era cresciuta enormemente dal 1408 si edificò una nuova chiesa sul Dam: La Chiesa di Santa Caterina, chiamata comunemente Nieuwe Kerk, Chiesa Nuova, e automaticamente la parrocchiale di San Nicola divenne la Oude Kerk, Chiesa Vecchia.

### Modifiche tardogotiche
Nella prima metà del XVI secolo iniziò una nuova campagna di lavori di ampliamento e ristrutturazione della Chiesa Vecchia. A partire dal 1505 le navate laterali venne trasformate inglobando le cappelle laterali; ogni campata venne dotata di una grande polifora inscritta in un timpano triangolare, sul modello della Chiesa Grande dell'Aia. 
La navata centrale venne alzata con la realizzazione del cleristorio aperto da grandi polifore; che, completato verso il 1550, fece perdere all'edificio la forma a sala. Tra il 1558 e il 1560 venne dotato anche il coro del cleristorio, grazie ai fondi raccolti con una lotteria.
Per adattarsi alle nuove dimensioni dell'edificio, tra il 1563 e il 1565 venne sopraelevato, all'attuale altezza di 67 metri, anche il campanile con la creazione di una graziosa guglia lignea rivestita di lastre di piombo, presumibilmente progettata da Joost Bilhamer. Nella torre, oltre alle 4 campane (fede, speranza, amore e libertà) nel 1658 venne aggiunto un carillon di 47 campane da François Hemony.

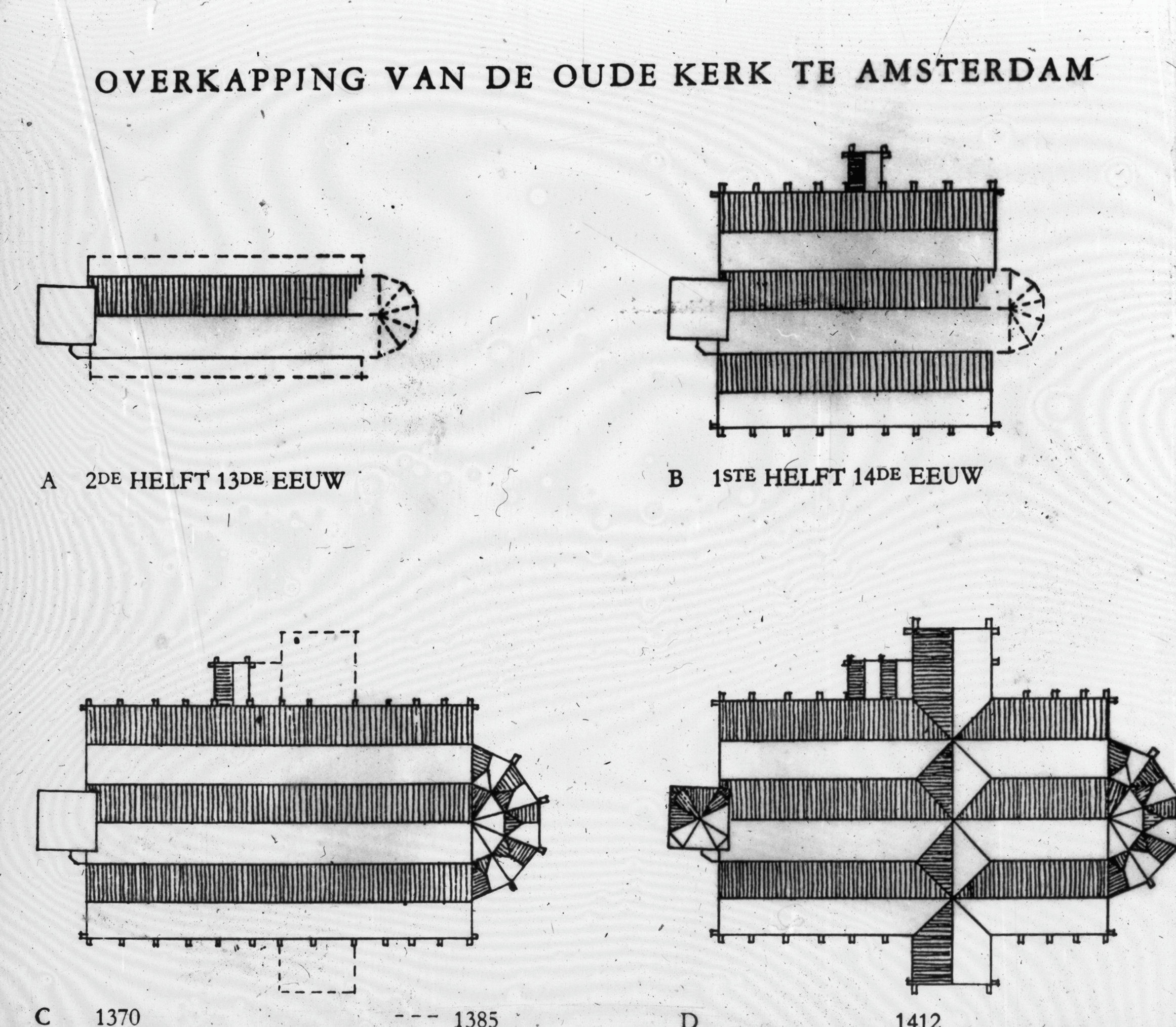
Evoluzione della chiesa.
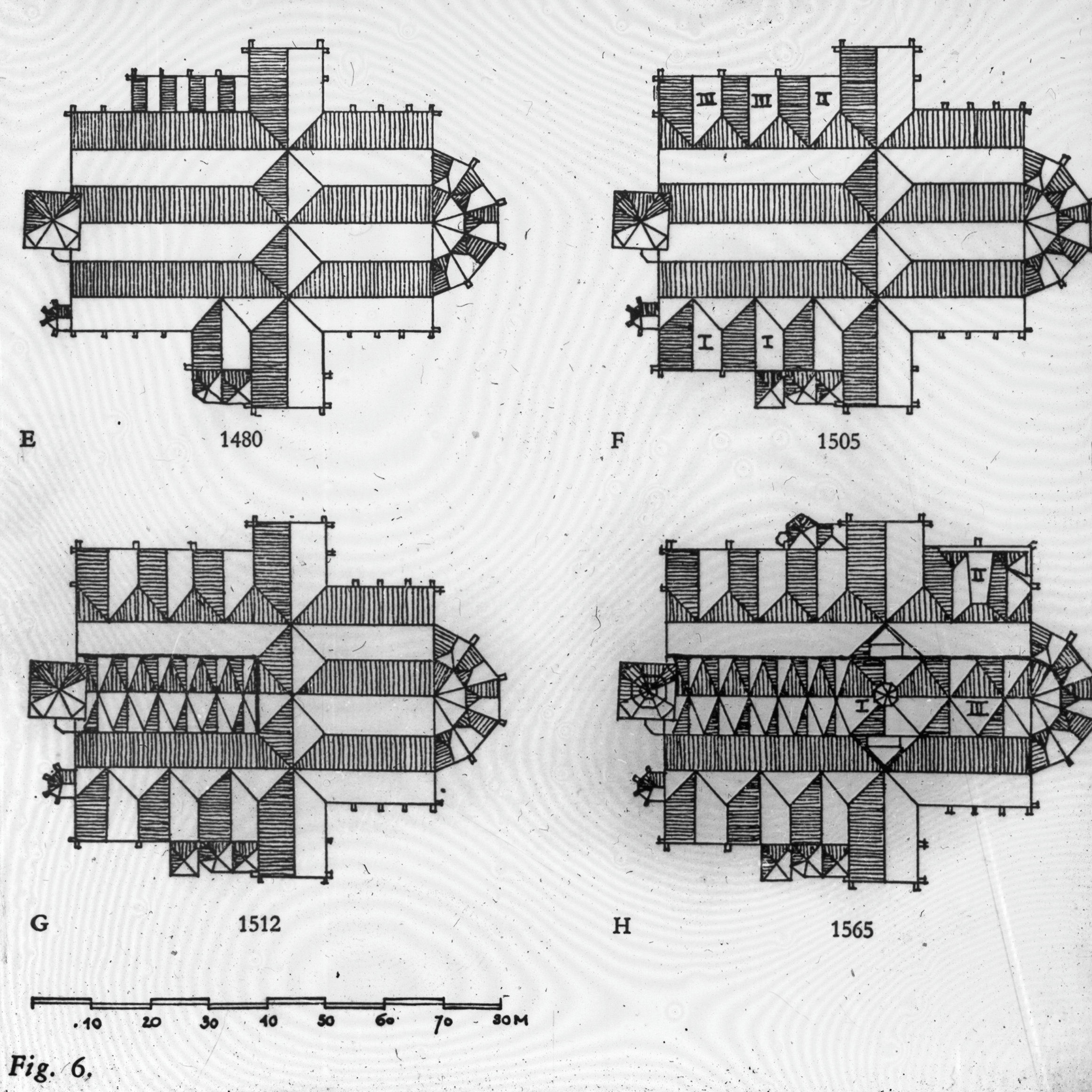
Evoluzione della chiesa.
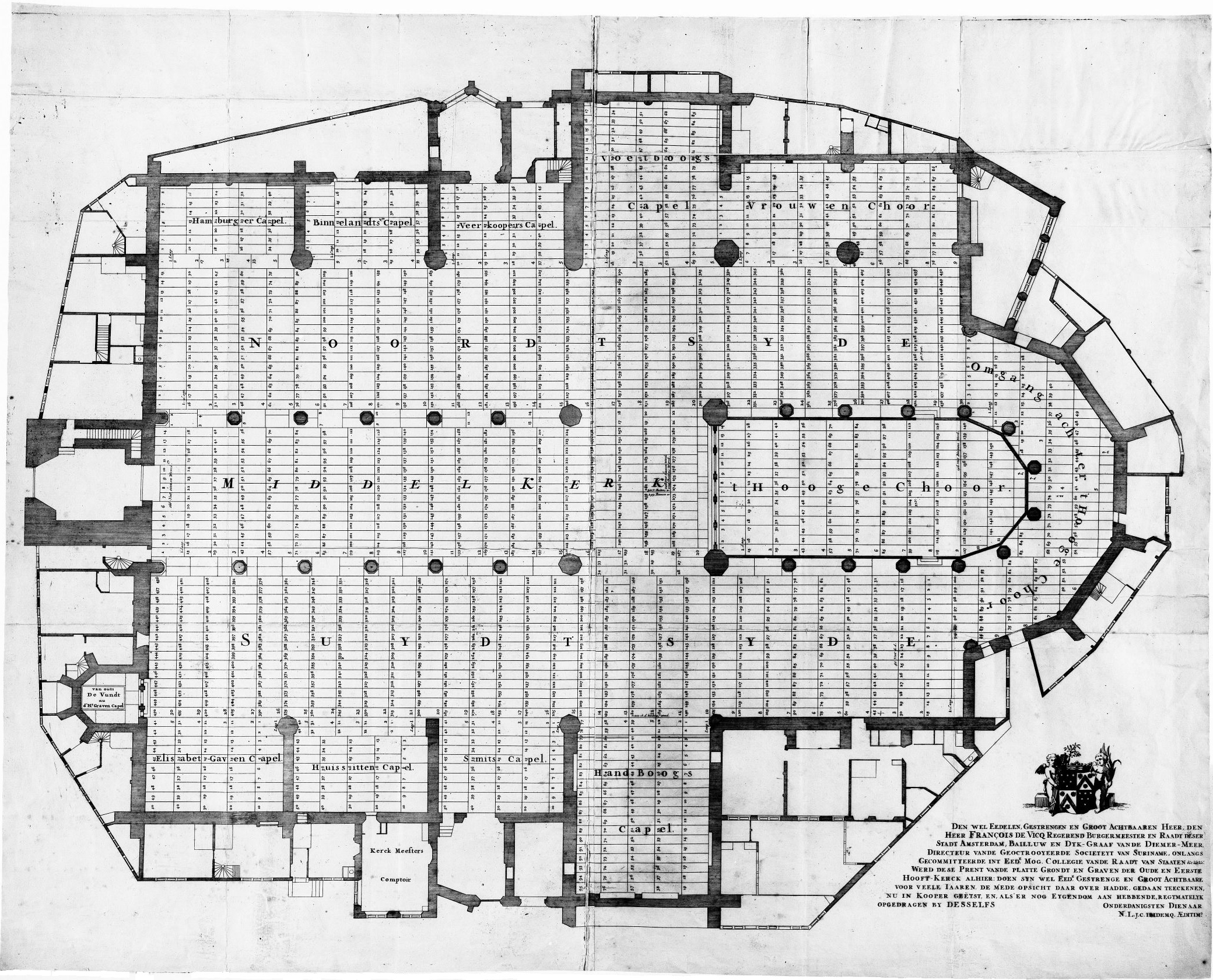
Pianta della chiesa attuale.
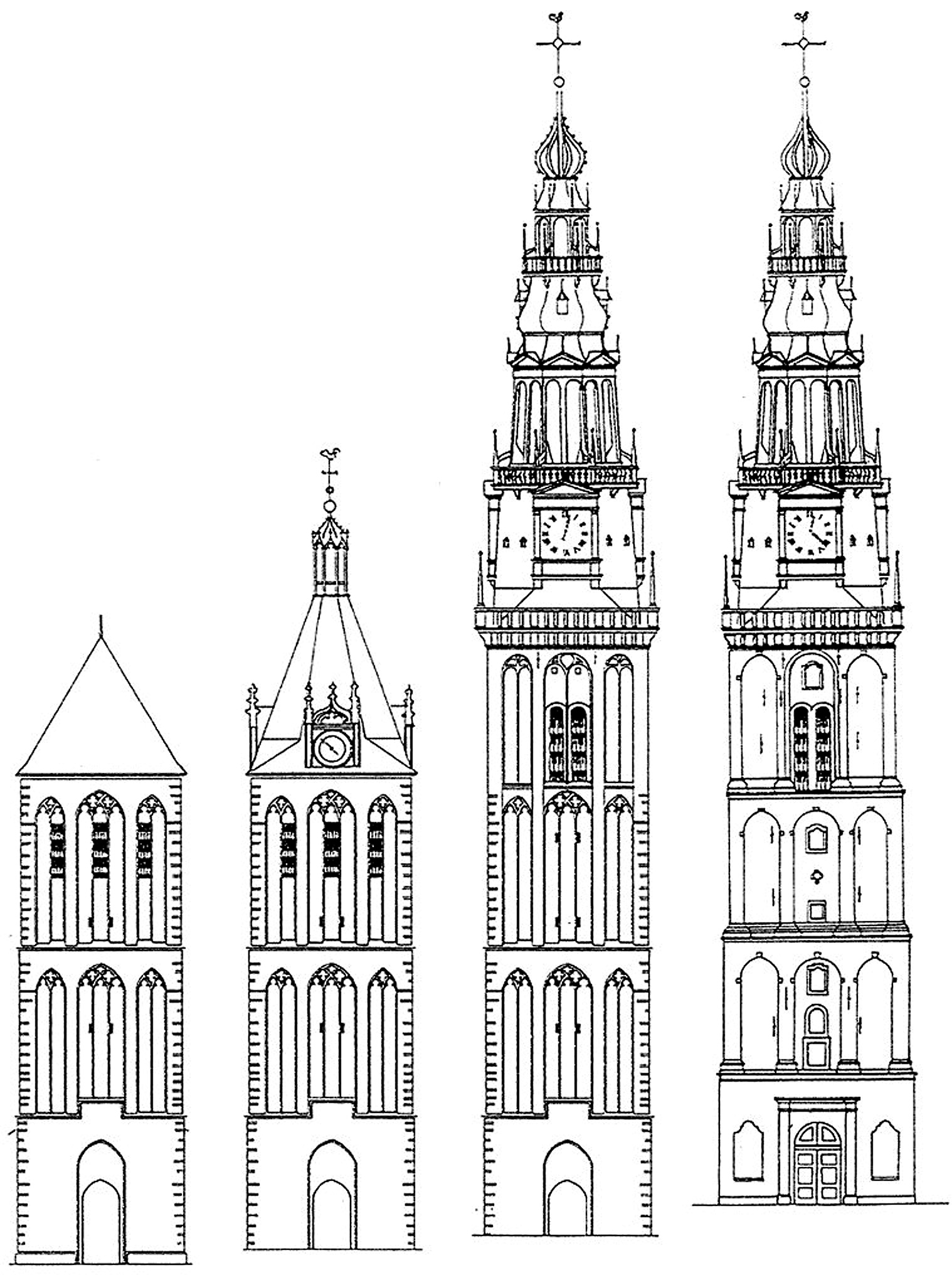
Evoluzione della torre.

### Protestantesimo

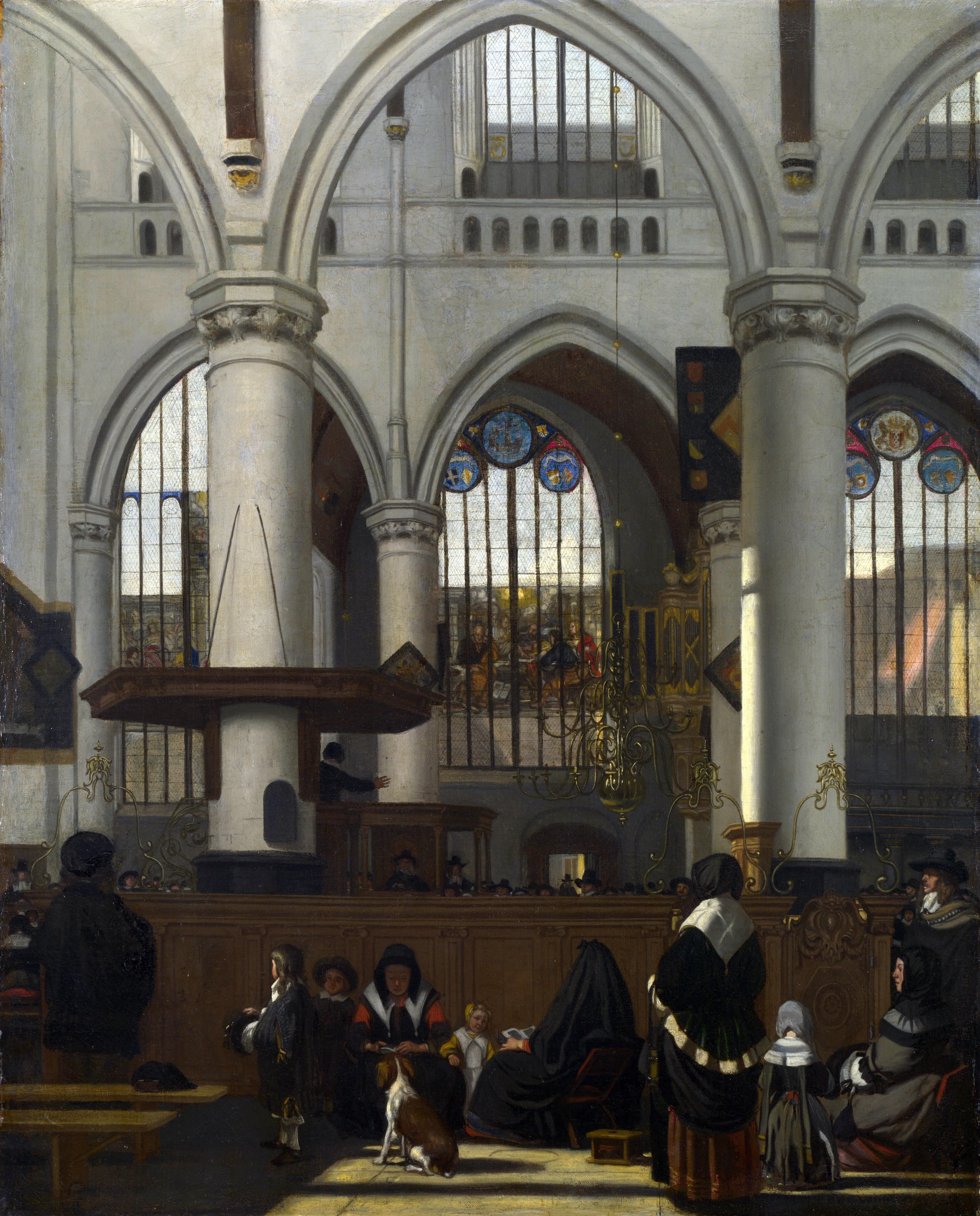
Un sermone, E. de Witte, 1658-59.

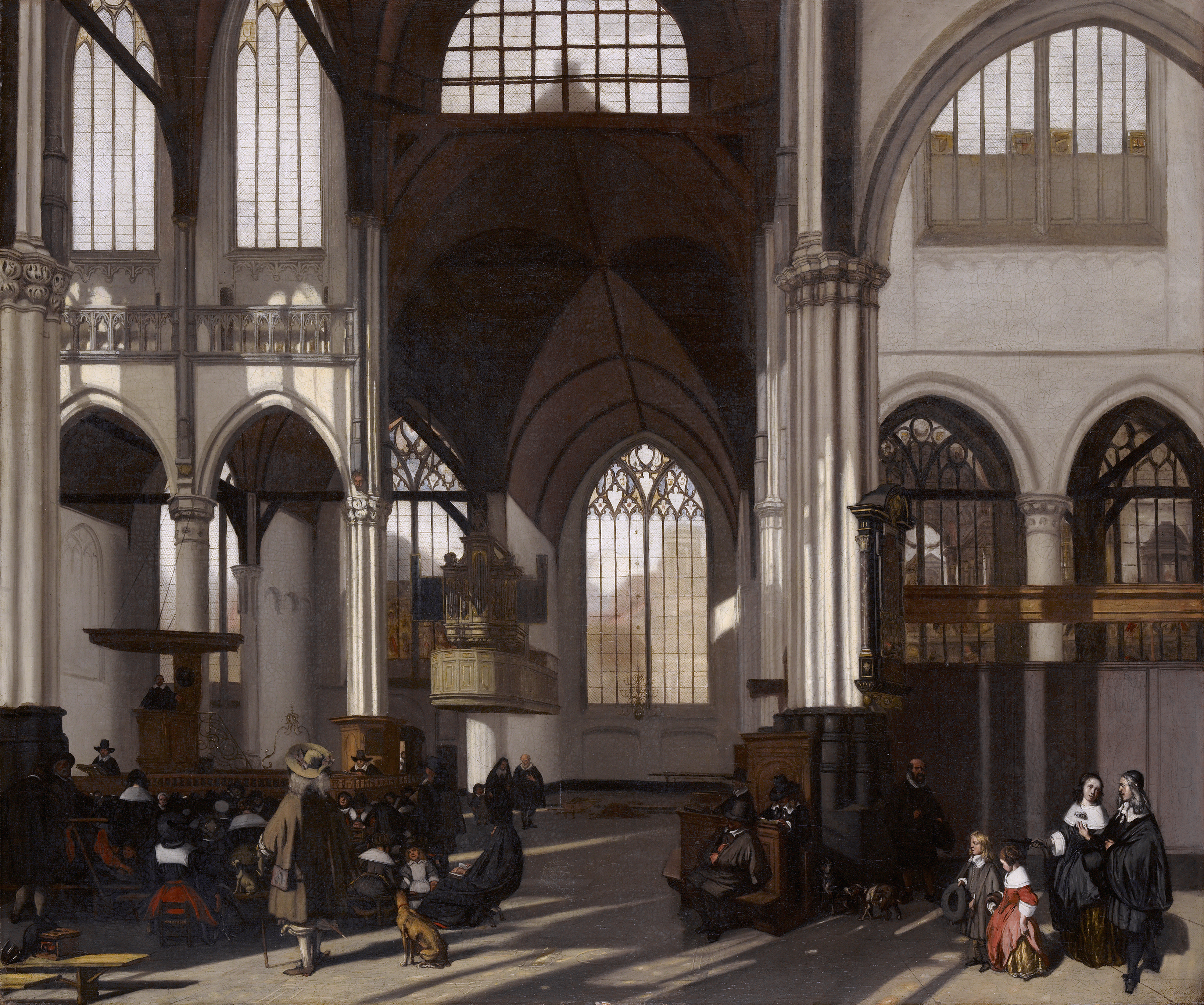
L'interno intonacato, in quadro del 1661 di Emanuel de Witte.

Con l'Alteratie del 26 maggio 1578, quando il governo cattolico cittadino viene soppiantato da quello protestante e i cattolici cacciati dalla città, la chiesa venne adottata dai calvinisti che, durante tutte le battaglie del XVI secolo, saccheggiarono e sfigurarono la chiesa in diverse occasioni. I venditori ambulanti e i mendicanti vennero espulsi. 
Nel 1681 il coro venne chiuso da una cancellata d'ottone con la scritta commemorativa "Le false pratiche gradualmente introdotte nella chiesa di Dio, sono state nuovamente eliminate nell'anno settantotto", con riferimento alla riforma del 1578. Contemporaneamente la Oude Kerk divenne sede del registro dei matrimoni. Venne usata anche come archivio cittadino, i documenti più importanti erano chiusi in un cassettone ricoperto di piastre di metallo e dipinto con lo stemma della città. Il cassettone veniva tenuto al sicuro nella cappella di ferro.
Rembrandt fu un frequente visitatore della chiesa e qui vi vennero battezzati tutti i suoi figli. Si tratta dell'unico edificio di Amsterdam ad essere nel suo stato originale fin dai tempi in cui Rembrandt vi mise piede. Nel Santo Sepolcro si trova una piccola esposizione di Rembrandt, un sacrario per la moglie Saskia van Uylenburgh che venne qui seppellita nel 1642. Infatti i cittadini locali continuarono ad essere sepolti nel sito che confina con la chiesa fino al 1865. Ci sono 2.500 tombe nella Oude Kerk, sotto la quale sono sepolti 10.000 cittadini di Amsterdam, tra cui importanti figure olandesi come l'eroe navale Jacob van Heemskerck e il consigliere della Compagnia Olandese delle Indie Occidentali, Cornelis de Graeff - reggente e sindaco di Amsterdam, Kiliaen van Rensselaer, uno dei fondatori di Nuova Amsterdam su Manhattan, nota oggi come New York.

### Restauri
Il primo importante restauro ebbe luogo negli anni Cinquanta. Infatti dopo anni che la chiesa è stata gravemente trascurata, nel 1951 minacciava di crollare, e l'associazione Amstelodamum, degli amici della chiesa diede l'allarme. La Fondazione raccolse i fondi e nel 1955 si iniziarono i lavori sulle fondamenta. Inoltre vennero restaurate le vetrate e rimosso lo spesso strato di vernice grigio-blu sulle travi e le volte in rovere della chiesa. Con questa fase di ripulitura si emersero resti di dipinti medievali che vennero finanziati da donazioni da parte dei sovrani, corporazioni, milizie o famiglie benestanti.
Un altro importante restauro avvenne fra il 1994 e il 1998 atto al drenaggio del terreno all'interno e intorno al monumento. L'ultimo restauro avvenne fra il 2008 e il 2013, volto soprattutto alla pavimentazione e alle lastre tombali.
Oggi la Oude Kerk è un centro per attività sia religiose che culturali, può essere noleggiata per mostre, ricevimenti e cene. Tra gli eventi ospitati c'è la prestigiosa cerimonia di premiazione della World Press Photo.

## Opere d'arte
Vetrate
Nel Medioevo tutte le finestre della chiesa erano dotate di vetrate, in totale ce n'erano probabilmente 33, la maggior parte delle quali realizzate nei secoli XV e XVI. 
Nella cappella di Nostra-Signora è un notevole ciclo di vetrate cinquecentesche realizzate dal mastro vetraio Digman Meynaertsz. L'Adorazione dei pastori, La Morte della Vergine e la Pace di Westfalia vennero fatte su disegno di Pieter Aertsen nel 1555, la scena dell'Annunciazione si deve alla mano di Lambert van Noort.
Organi

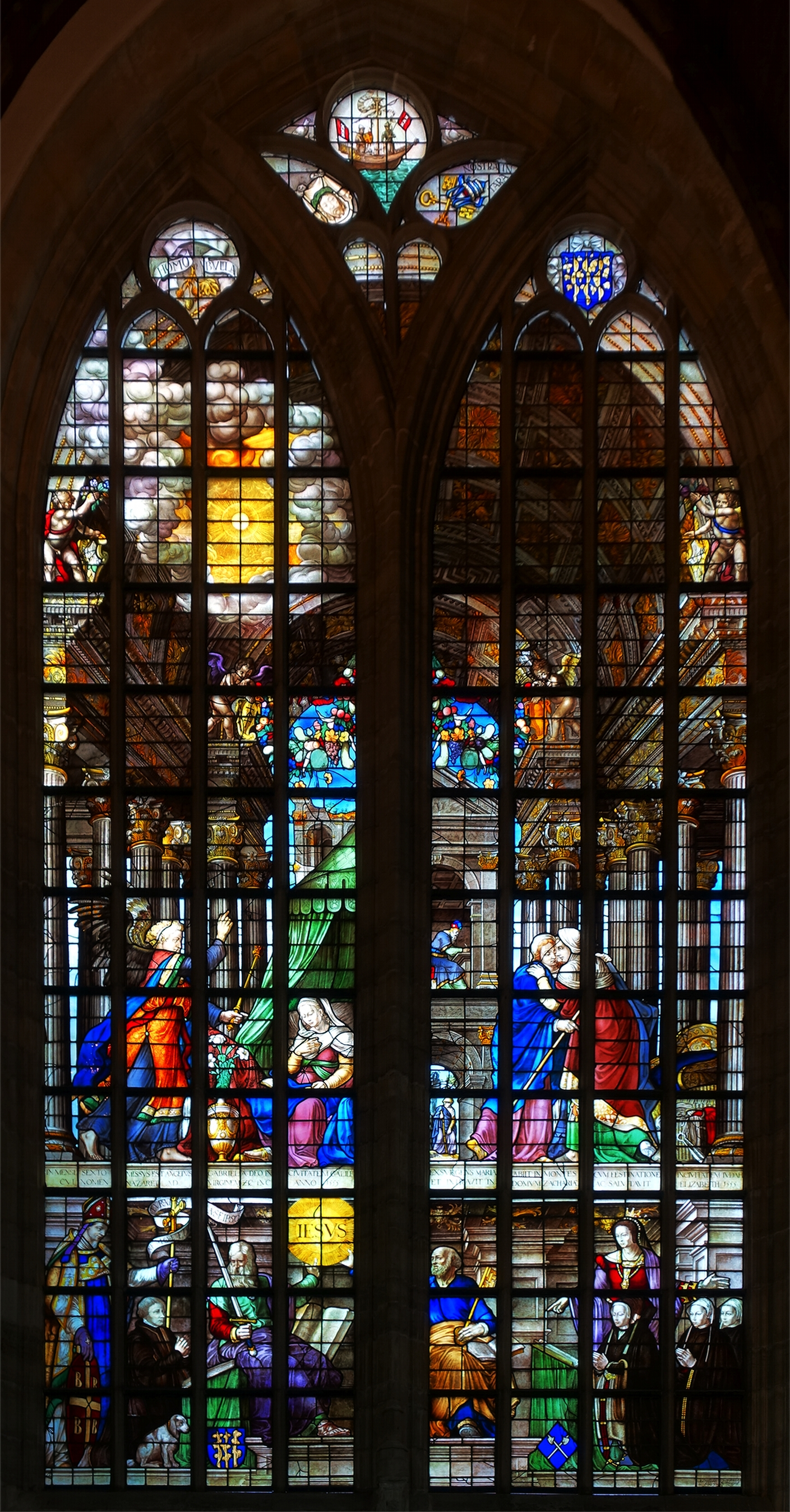
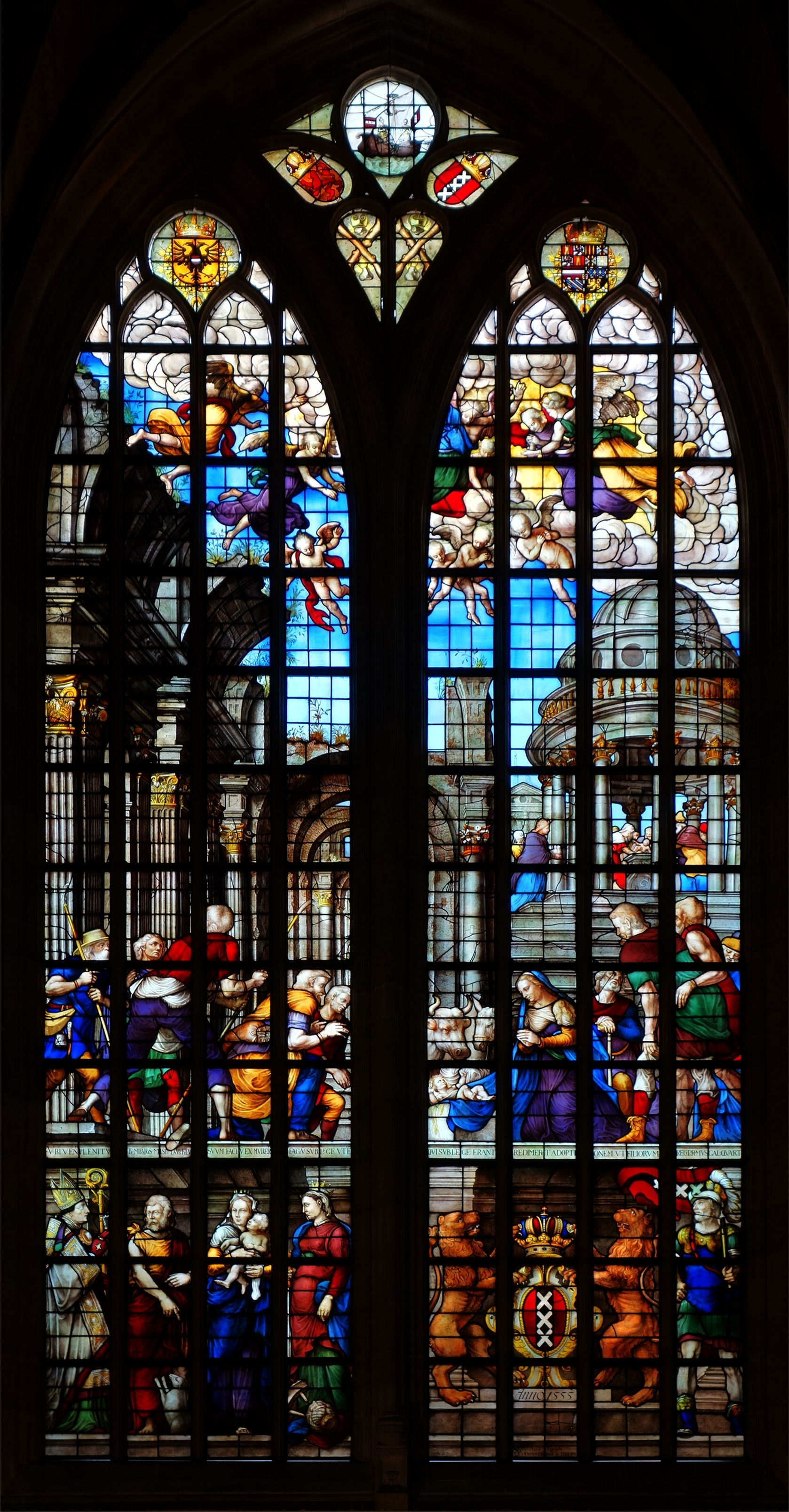
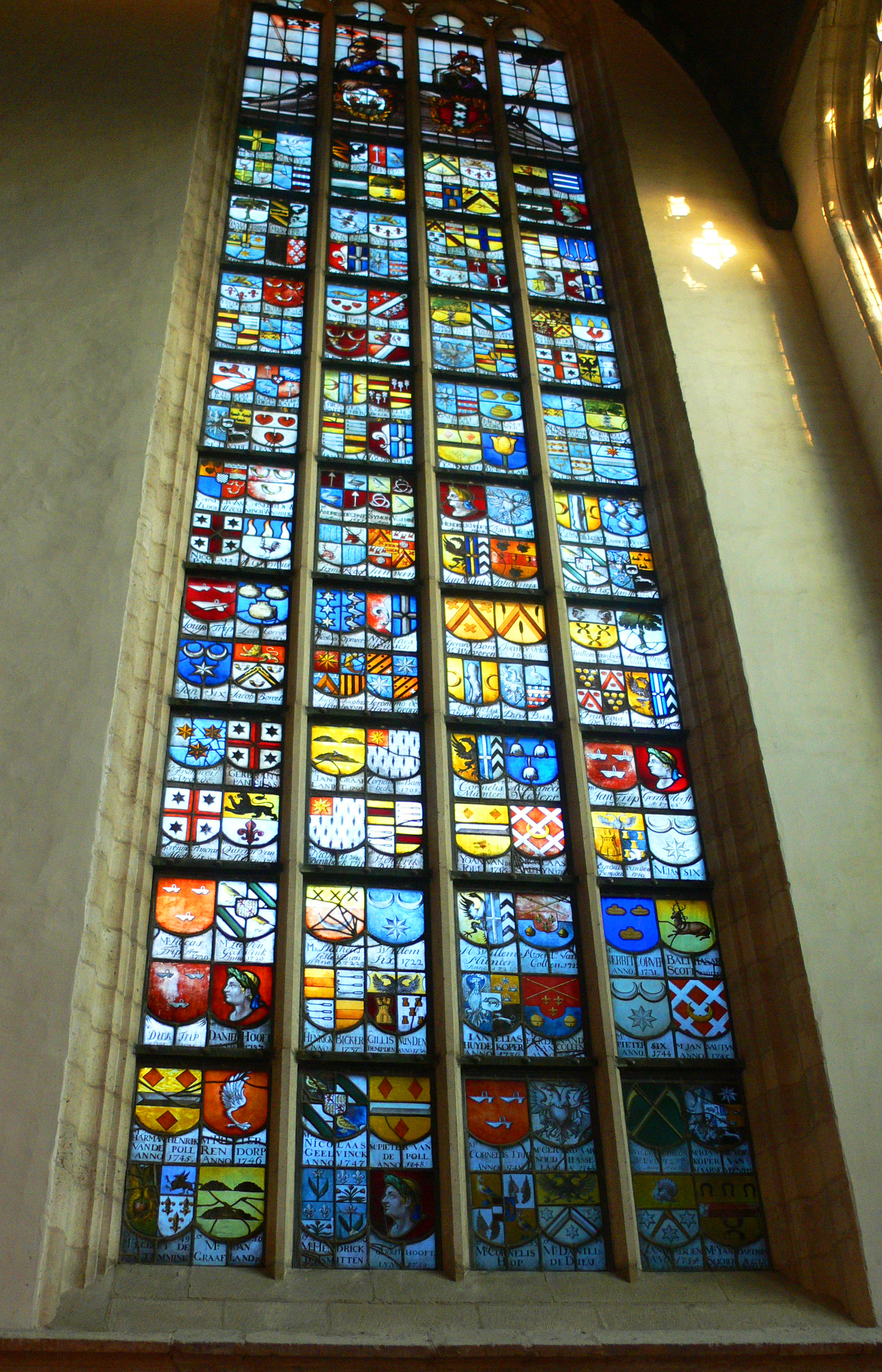

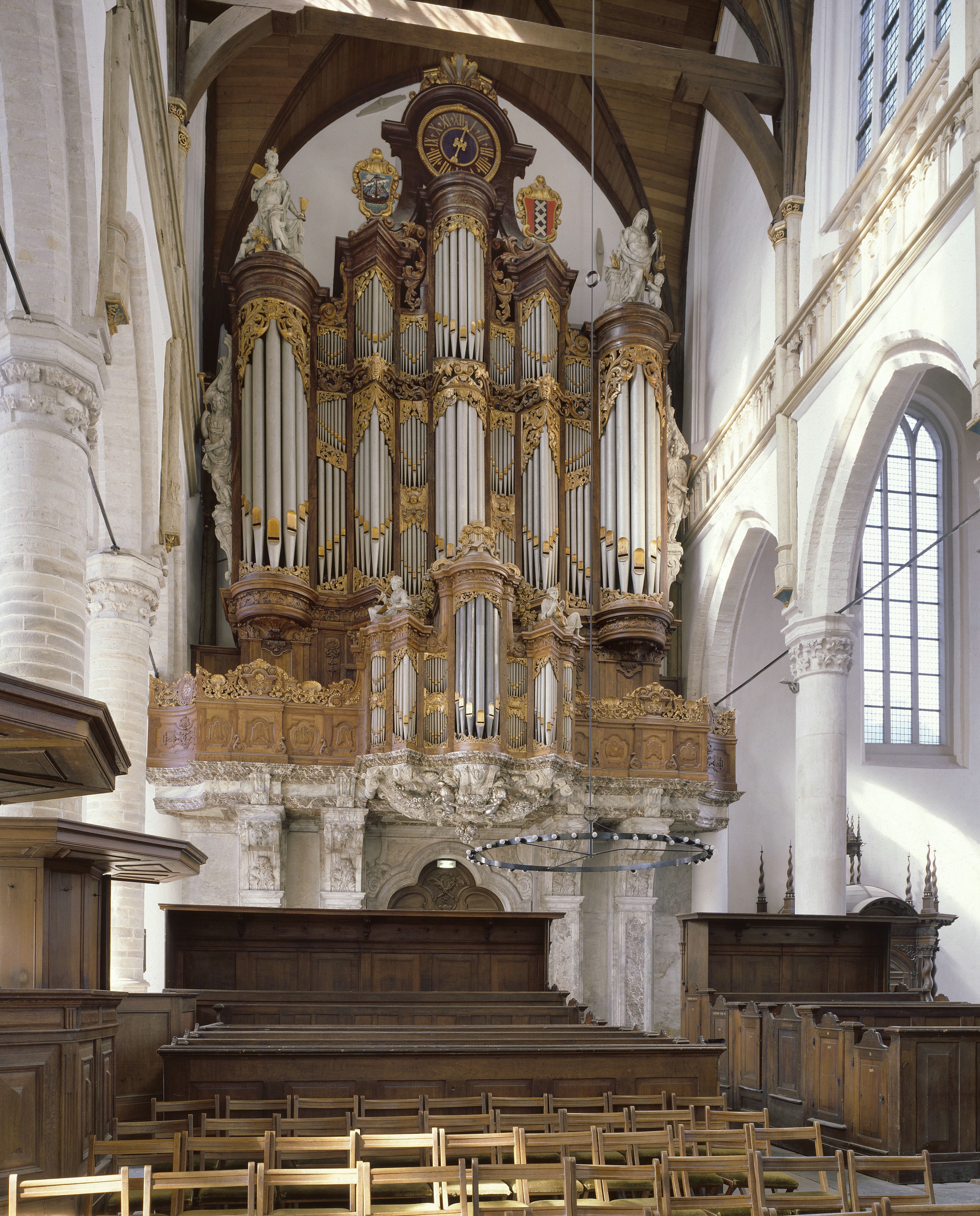
Il Grand'organo.

Ci sono quattro organi nella Oude Kerk, fra i quali il vecchio organo costruito nel 1658 e quello costruito nel 1767. Il terzo, in controfacciata, è un grand'organo che venne costruito dal tedesco Christian Vater nel 1724 e viene considerato come uno dei migliori organi barocchi d'Europa. Venne riconosciuto come "perfetto" dai commissari della chiesa. L'organo venne smontato durante dei lavori di restauro al campanile nel 1738, e nel riassemblarlo, Casper Müller fece delle modifiche per dare all'organo più forza. Divenne noto come l'organo Vater-Müller, come riconoscimento per i miglioramenti del suono.
Il quarto organo è opera di Nicola Puccini di Migliarino Pisano. È uno strumento, recentemente terminato, costruito interamente a mano in stile italiano del '600. Per la sua costruzione l'organaro italiano ha preso ispirazione da tre importantissimi strumenti toscani: Giovanni Piffero (Organo di Palazzo Pubblico di Siena 1519-1524), Cesare Romani (Organo di San Quirico D'Orcia 1606) e Domenico Francesco Cacioli (Organo di Santo Stefano di Siena 1720).
L'organo verrà inaugurato sabato 4 settembre 2010 da Gustav Leonhardt e Matteo Imbruno in occasione del concerto di apertura del "Third International Sweelinck Festival".
- Il busto del famoso organista e compositore Jan Pieterszoon Sweelinck celebra la vita che egli spese a suonare nella Oude Kerk. Iniziò la sua carriera all'età di quindici anni, quando successe al padre deceduto, Pieter, come organista della Oude Kerk. Sweelinck compose 150 salmi e si assicurò una reputazione internazionale come principale compositore olandese. La sua musica verrà suonata sulla città dalle campane della chiesa.
- Stalli medievali lignei con misericordie scolpite.

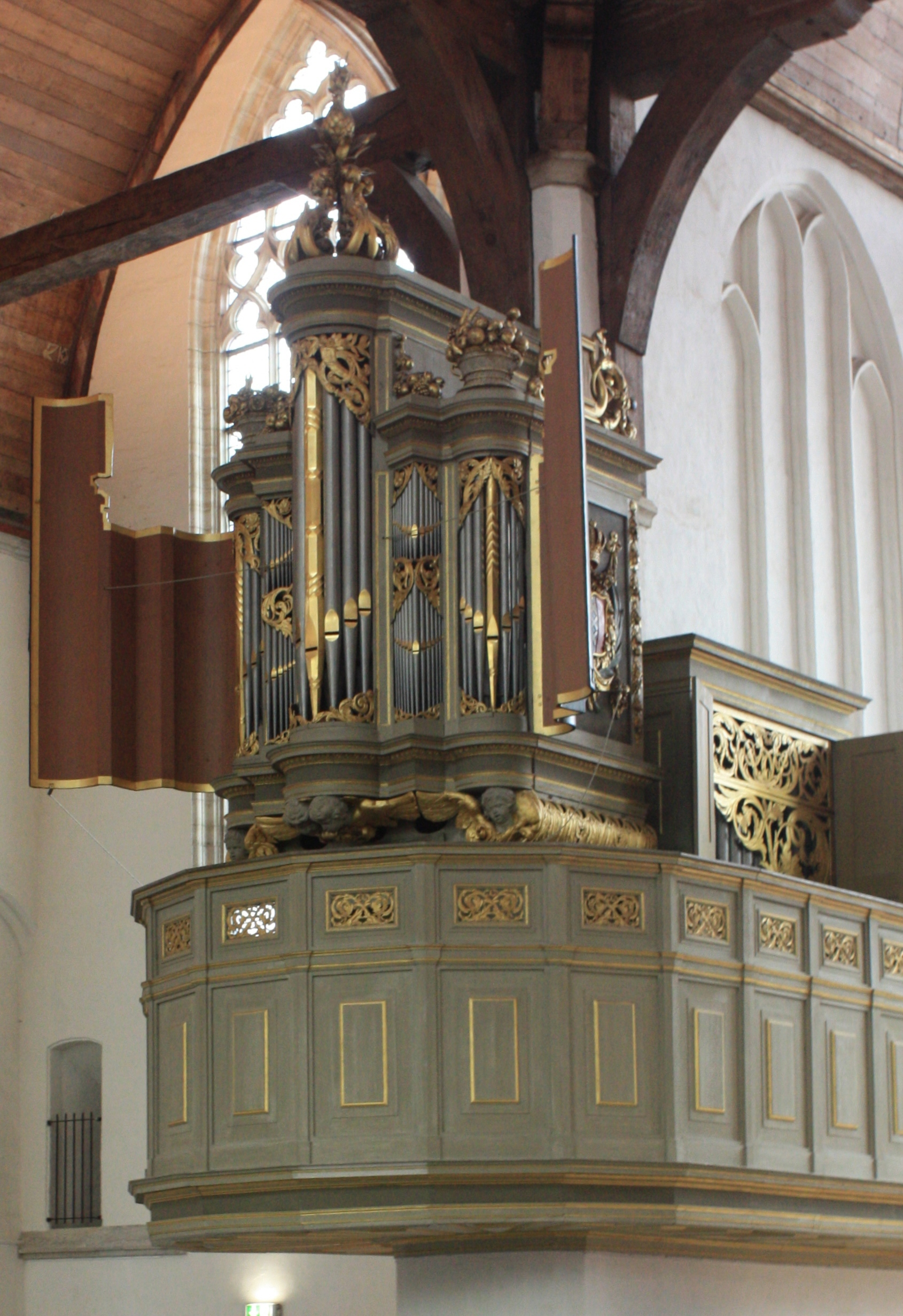
Organo del transetto.
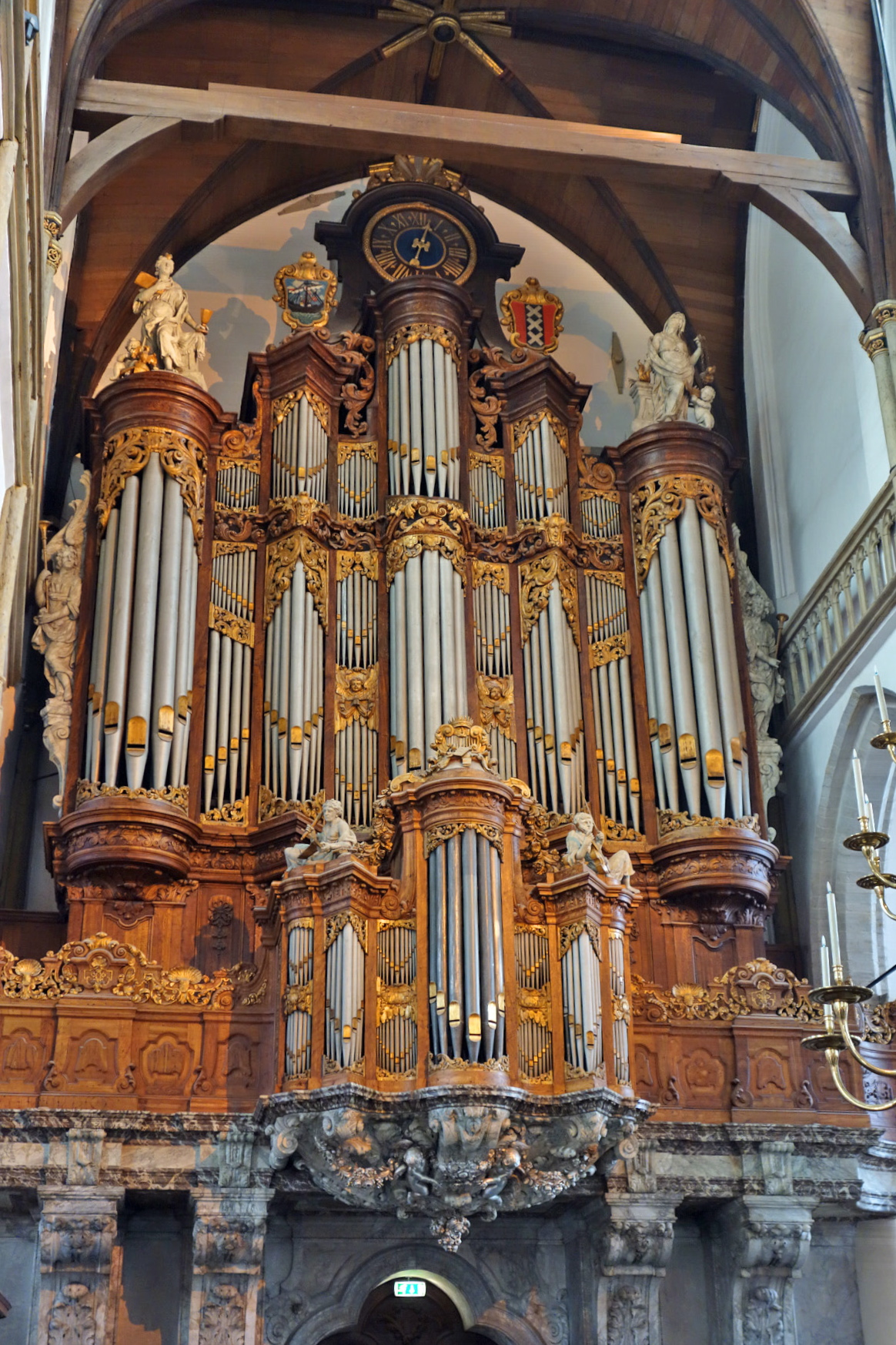
Il grand'organo.
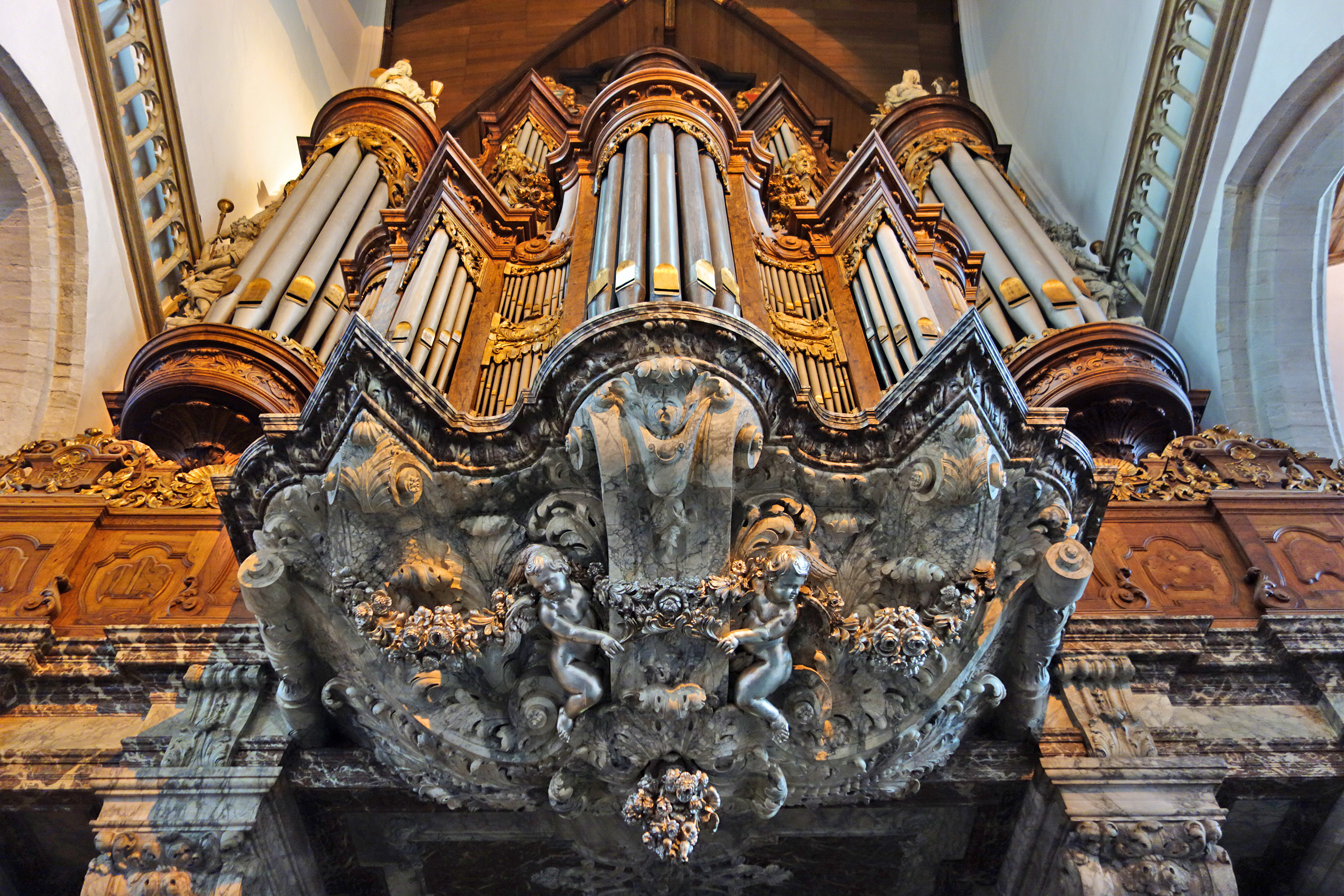
Il grand'organo.
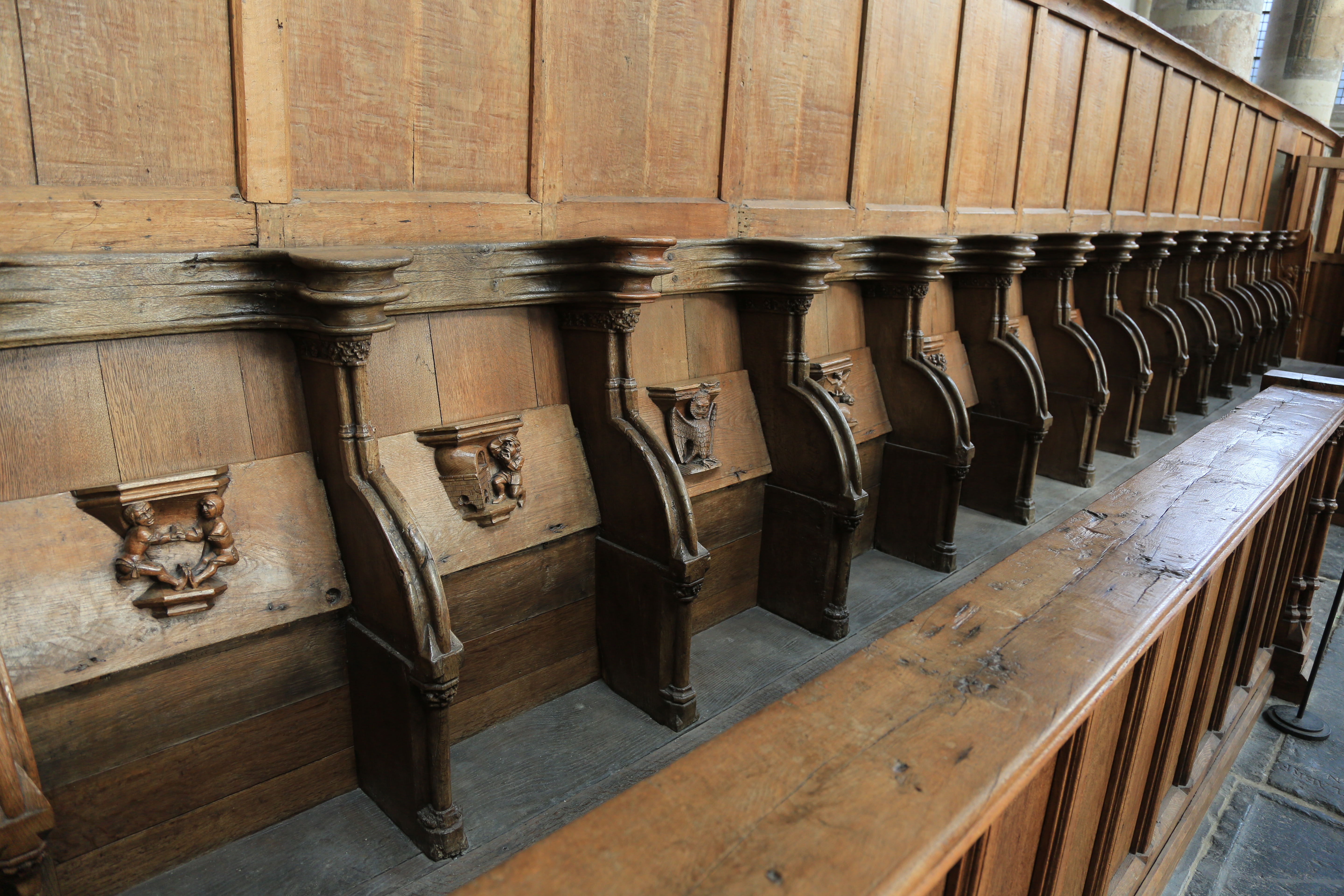
Gli stalli medievali.

## Il miracolo eucaristico di Amsterdam
Ogni anno a metà marzo, i cattolici arrivano alla Oude Kerk per celebrare il "Miracolo eucaristico di Amsterdam", che avvenne nel 1345. Dopo aver preso la comunione, un uomo morente, Ysbrand Dommer, vomitò l'ostia in un catino, il cui contenuto fu gettato nel fuoco di un camino. Ma l'ostia non bruciò, e il fatto venne dichiarato miracoloso. Sul luogo dove avvenne il prodigio fu costruita una cappella.